# George Hurley
George Hurley (ur. 4 września 1958 w Brockton, Massachusetts) – amerykański muzyk, perkusista zespołów Minutemen i Firehose.
Pomimo tego, że uczęszczał do tej samej szkoły co D. Boon i Mike Watt, poznał ich dopiero w 1978. W tym czasie Hurley założył grupę The Reactionaries, w skład której prócz niego weszli Boon, Watt i Martin Tamburovich. Po rozpadzie zespołu Hurley dołączył do amatorskiej formacji pochodzącej z Hollywood, Hey Taxi. W 1980 zespół ten rozpadł się; w tym samym czasie dotychczasowy perkusista Minutemen, Frank Tonche, opuścił zespół. Hurley postanowił dołączyć do swoich dwóch kolegów z The Reactionaries.
Muzyk grając w Minutemen i Firehose wyróżniał się charakterystycznym stylem uczesania; wyraźnie odstający kosmyk włosów osobiście nazywał „The Unit”. W jednym z wywiadów tłumaczył, że zapuścił włosy, by jego ruchy sceniczne były bardziej zauważalne dla publiczności.
Koncertował wraz z takimi zespołami jak Red Krayola i Slovenly. Okazyjnie grał wraz z Mikiem Wattem, przeważnie utwory Minutemen, wtedy Watt występuje w roli wokalisty (po śmierci D. Boona); obaj muzycy występują w klubach i na koncertach pod nazwą George Hurley and Mike Watt. Dodatkowo jest współzałożycielem supergrupy Unknown Instructors (w jej skład wchodzi również Watt i muzycy z zespołów Saccharine Trust i Pere Ubu). Pierwszy album formacji, The Way Things Work, został wydany we wrześniu 2005 za pośrednictwem Smog Veil Records.
Hurley jest żonaty od 1997. Jego syn Garrett urodził się w 2002.

## Dyskografia

### Z Minutemen
- The Punch Line (1981)
- What Makes a Man Start Fires? (1983)
- The Politics of Time (1984)
- Double Nickels on the Dime (1984)
- 3-Way Tie (For Last) (1985)

### Z Firehose
- Ragin’, Full On (1986)
- If’n (1987)
- fROMOHIO (1989)
- Flyin’ the Flannel (1991)
- Mr. Machinery Operator (1993)